# Scutiger sikimmensis
Espèce
Synonymes
- Bombinator sikimmensis Blyth, 1855 "1854"

Statut de conservation UICN

 LC  : Préoccupation mineure
Scutiger sikimmensis est une espèce d'amphibiens de la famille des Megophryidae.

## Répartition
Cette espèce se rencontre :
- au Népal ;
- dans le nord-est de l'Inde dans les États du Sikkim et du Meghalaya ;
- au Bhoutan ;
- au Népal ;
- en République populaire de Chine au Tibet.

## Étymologie
Son nom d'espèce, composé de sikimm et du suffixe latin -ensis, « qui vit dans, qui habite », lui a été donné en référence au lieu de sa découverte, le Sikkim.

## Publication originale
- Blyth, 1855 "1854" : Notices and descriptions of various reptiles, new or little known. Journal of the Asiatic Society of Bengal, vol. 23, p. 287-302 (texte intégral).